# Philoliche angulata
Philoliche angulata är en tvåvingeart som först beskrevs av Fabricius 1805.  Philoliche angulata ingår i släktet Philoliche och familjen bromsar. Inga underarter finns listade i Catalogue of Life.